# Soeiro Pereira Gomes
Joaquim Soeiro Pereira Gomes (* 14. April 1909 in Gestaçô, Gemeinde Baião, Distrikt Porto, Portugal; † 3. Dezember 1949 in Lissabon, Portugal) war ein portugiesischer Kommunist, Schriftsteller und Politiker. Als Schriftsteller war er einer der Mitbegründer des portugiesischen Neorealismus, als Politiker einer der bedeutendsten Kommunisten neben Álvaro Cunhal im 20. Jahrhundert in Portugal.

## Leben
Soeiro Pereira Gomes wurde in bäuerlichen Verhältnissen als Sohn von Alexandre Gomes und Celestina Soeiro Pereira Gomes geboren. Er hatte sechs weitere Geschwister. Von seinem 6. bis zu seinem 10. Lebensjahr lebte er bei seiner Patentante in Espinho, danach, ab dem 11. Lebensjahr, besuchte er ein landwirtschaftliches Internat, die Escola Agrícola de Coimbra, dass er mit einem Diplom im Alter von 19 Jahren abschloss. Von jugendlichem Abenteuerdrang geleitet, heuerte er bei einer Firma an, die für Angola Arbeiter suchte und ging 1930 in die damalige portugiesische Kolonie. Bereits ein Jahr später kehrte er jedoch zurück, da die Arbeitsbedingungen ihn erschüttert hatten und er das Klima nicht vertragen konnte. Dieses Erlebnis sorgte dafür, dass er sich in der damals schon verbotenen Kommunistischen Partei Portugals (PCP) engagierte. 1931 heiratete er Manuela Cancio Reis, mit der er im selben Jahr nach Alhandra zog. Dort gelang es ihm, obwohl niemand offiziell von seiner Mitgliedschaft bei der Kommunistischen Partei wusste, diverse Dinge auf kommunaler Ebene durchzusetzen. So gelang es ihm mit anderen Mitstreitern, dass in der Stadt ein Schwimmbad gebaut wurde, eine Schule für Analphabeten und eine öffentliche Bibliothek. Als Funktionär des örtlichen Schwimmverbandes konnte er sein politisches Handeln hinter Vereinsarbeit verstecken. Beruflich war er fortan seit 1934 im Büro der Zementfirma Cemento Tejo in Alhandra beschäftigt.
Als Autor trat er erstmals mit der Veröffentlichung von Erzählungen in diversen linken Zeitschriften ab dem Jahr 1939 auf, die zwar offiziell publizieren, aber keine Kritik am Staat üben durften. So wurde auch seine Erzählung O Capataz von der Zensur verboten, andere Erzählungen erschienen zunächst in Magazinen wie O Diabo oder Sol Nascentes. Durch seine Publikationen erhielt er innerhalb der Arbeiterliteraturszene eine gewisse Bekanntheit und konnte bei sich zuhause so bekannte Autoren wie Alexandre Cabral, Sidónio Muralha oder sogar Alves Redol begrüßen.
Landesweit bekannt wurde er als Streikführer eines Arbeiterstreikes, der die Region Baixo Alentejo für komplette zwei Tage lahmlegte. Somit kam er auch erstmals mit den faschistischen Autoritäten, vor allem dem Geheimdienst der PIDE, in Kontakt. Von da an ließ man ihn zunächst überwachen und observieren, um später zu prüfen, wie man sich ihm „physisch nähern“ – d. h. ihn umbringen – konnte. Er ging in den Untergrund, musste den Rest eines Lebens mit Aliasnamen leben, diverse Regionen des Landes meiden (vor allem im Norden Portugals) und war bis zu seinem Tode auf der Flucht. Wie er in dieser Zeit lebte und wovon, ist noch nicht abschließend erforscht worden.
Im Untergrund war er zwischen 1940 und 1942 maßgeblich an der Reorganisation der PCP beteiligt. Ebenfalls im Untergrund erschien sein erstes Buch, Esteiros (1941), ein Roman, der in einem linken Verlag publiziert werden konnte, der offiziell gar nicht existierte (Das Buch konnte selbstverständlich nicht in der Buchhandlung gekauft werden, sondern wurde unter der Hand an diverse Interessierte versandt). Inhalt des Buches war die Kinderarbeit, die zu dieser Zeit noch ziemlich groß in Portugal war. Für Esteiros hatte sein Freund Alvaro Cunhal, der ins Ausland flüchten konnte, was Gomes nie gelungen war, Illustrationen beigesteuert. 1954 wurde das Buch ins Deutsche übertragen, erschien allerdings in der DDR beim Aufbau-Verlag. Auch sein zweites Buch Engrenagem (1944) konnte nur im Untergrund erscheinen.
Während des IV. Kongresses der PCP, der im Untergrund in Lousã 1946 stattfand, wurde er zunächst Delegierter und später offiziell ins Zentralkomitee der Kommunistischen Partei Portugals gewählt und damit einer der wichtigsten Funktionäre der Partei in Portugal. Er geriet damit immer mehr ins Blickfeld der Zentralregierung in Lissabon. Auch war der mittlerweile militante Kommunist Mitglied anderer antifaschistischer Gruppierungen; die bekannteste war die MUD – Movimento do Unidade Democratia. Auch war er im Wahlkampfteam für die Unterstützung von Norton de Matos als Präsidentschaftskandidat (der alibi-mäßig zu den Wahlen zugelassen wurde). 1949 starb er in Lissabon im Hause seiner Schwester, der bekannten Schriftstellerin und Lehrerin Alice Gomes, an den Folgen von Tuberkulose. Die herbeigerufenen Ärzte vom Nationalen Lungeninstitut wussten nicht, um wen es sich handelte, da er selbst im Tode noch mit einem Aliasnamen versehen wurde. Er wurde in Espinho beigesetzt.
Sein Gesamtwerk, auch mit den zensierten Erzählungen, durfte in Portugal erstmals nach der Nelkenrevolution erscheinen und wurde 1979 vollständig veröffentlicht. In Lissabon gibt es eine Straße, die nach dem Autor und Politiker benannt ist.

## Werk
- Esteiros, Roman, 1941, Sirius-Verlag, Lissabon (Deutsch, 1954, Aufbau-Verlag, DDR)
- Engrenagem, Roman, 1944, Sirius-Verlag, Lissabon.
- Obra Completa de Soeiro Pereira Gomes, 1979, Lissabon.
- diverse Erzählungen verstreut in Zeitungen und Magazinen.